# جوني ويلسون
جوني ويلسون (بالإنجليزية: Johnny Wilson)‏ (و. 1929 – 2011 م) هو لاعب هوكي الجليد كندي، ولد في كينكاردين، أونتاريو، توفي في ديترويت، عن عمر يناهز 82 عاماً، بسبب تليف رئوي.
.

## جوائز
حصل على جوائز منها:
- كأس ستانلي.

## روابط خارجية
- جوني ويلسون على موقع دوري الهوكي الوطني (الإنجليزية)
- جوني ويلسون على موقع EliteProspects.com (الإنجليزية)
- جوني ويلسون على موقع HockeyDB.com (الإنجليزية)
- جوني ويلسون على موقع Hockey-Reference.com (الإنجليزية)